# اتحادية أوقيانوسيا لتنس الطاولة
اتحادية أوقيانوسيا لتنس الطاولة (بالإنجليزية: Oceania Table Tennis Federation واختصارًا OTTF)‏ هي اتحاد لتنس الطاولة أسس في 1 يونيو 1977. يعرفها الاتحاد الدولي لتنس الطاولة كالاتحادية القارية المسؤولة عن أوقيانوسيا.

## الدول الأعضاء
هناك 23 اتحادية لتنس الطاولة عضو في اتحادية أوقيانوسيا لتنس الطاولة، وواحدة غير عضو لكن باتصال.
الدول الأعضاء :
- ساموا الأمريكية
- أستراليا
- جزر كوك
- ولايات ميكرونيسيا المتحدة
- فيجي
- غوام
- كيريباتي
- جزر مارشال
- ناورو
- كاليدونيا الجديدة
- نيوزيلندا
- نييوي
- جزيرة نورفولك
- جزر ماريانا الشمالية
- بالاو
- بابوا غينيا الجديدة
- ساموا
- جزر سليمان
- تاهيتي
- توكيلاو
- تونغا
- توفالو
- فانواتو

دولة غير عضو لكن باتصل :
- واليس وفوتونا

## المسابقات
تنظم الاتحادية المسابقات التالية :
- بطولة أوقيانوسيا
- كأس أوقيانوسيا
- كأس جنوب الهادئ
- تحدي الصغار الأوقيانوسيين

## وصلات خارجية
- موقع الاتحادية الرسمي